# Kembang Sari
Kembang Sari is een bestuurslaag in het regentschap Oost-Lombok van de provincie West-Nusa Tenggara, Indonesië. Kembang Sari telt 5474 inwoners (volkstelling 2010).